# Quadrille (Kartenspiel)

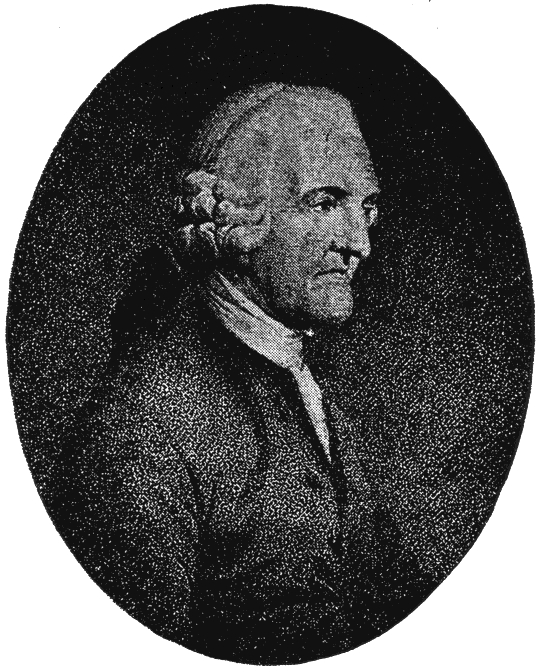
Edmond Hoyle

(Die) Quadrille ist ein historisches Kartenspiel für vier Personen. Quadrille war ursprünglich lediglich eine Adaption des L’Hombre für vier (aktive) Spieler, übertraf aber in England um 1725 das ältere L’Hombre an Popularität.
Nachdem Edmond Hoyle 1741 eine Abhandlung über das Whistspiel veröffentlicht hatte, ließ er in den folgenden Jahren weitere Short Treatises über Piquet, Brag, Schach, Backgammon und Quadrille (1745) folgen und begründete so seinen Namen als Autorität in Fragen von Spielen und deren Regeln.
Quadrille genoss im 18. Jahrhundert sehr große Popularität, wurde aber im ausgehenden 18. Jahrhundert fast vollständig vom Whist verdrängt. Die Quadrille beeinflusste sehr nachhaltig die Entwicklung weiterer, auch heute noch beliebter Spiele, wie etwa Solo Whist und das Tarock-Spiel, speziell in der vorherrschenden Variante, dem Königrufen, lässt sich die enge Verwandtschaft zur Quadrille erkennen.
Der Name Quadrille ist französischen Ursprungs und leitet sich so wie der des Tanzes (siehe Quadrille (Tanz)) über das italienische quadriglio oder spanische cuadrilla vom lateinischen quadra (deutsch: vier) ab.